# Фрейтас, Полен
Полен Фрейтас (фр. Paulin Freitas, 3 декабря 1909, Ломе, Германская колония Того — 17 мая 1989, Абиджан, Кот-д’Ивуар) — тоголезский государственный деятель, министр иностранных дел Того (1960—1963).

## Биография
Происходил из традиционной семьи вождей из Анехо. Получил педагогическое образование и руководил средней школой в Атакпаме. В 1946 г. был избран в парламент Французского Того от партии Комитет тоголезского единства (CUT). После победы партии на выборах 1958 г. вошел в состав правительства как министр внутренних дел, информации и печати. сохранив эту должность до провозглашения независимости страны 27 апреля 1960 г.
В 1960—1963 гг. — министр иностранных дел Того. После убийства президента страны Силвануса Олимпио отказался сотрудничать с новым режимом и не занял специально создаваемый для него пост премьер-министра. Был арестован и подвергнут пыткам. В мае 1963 г. был освобожден и покинул страну.
Впоследствии работал в качестве эксперта ЮНЕСКО в Заире и Париже. В 1978 г. вернулся в Того. После участия в 1985 г. в митинге памяти убитого лидера Комитета тоголезского единства Томпсона был схвачен полицией и увезен в неизвестном направлении. Был освобожден после личного допроса президентом Эйадемой.
Похоронен на кладбище в Ломе-Бич.

## Награды и звания
Командор тоголезского ордена Моно.